# Йетс, Питер
Питер Джеймс Йетс (англ. Peter James Yates, 24 июля 1929, Алдершот, Хэмпшир, Англия — 9 января 2011, Лондон, Великобритания) — британский кинорежиссёр, продюсер и сценарист. Дважды номинировался на «Оскар» как лучший режиссёр с фильмами «Уходя в отрыв» и «Костюмер».
Скончался 9 января 2011 года на 82-м году жизни после продолжительной болезни.

## Фильмография (режиссёр)
- 1963 — Летние каникулы[англ.] / Summer Holiday
- 1964 — Односторонний маятник[англ.] / One Way Pendulum
- 1967 — Ограбление[англ.] / Robbery
- 1968 — / Koroshi (TV) — совместно с Майклом Трумэном
- 1968 — Буллит / Bullitt
- 1969 — Джон и Мэри / John and Mary
- 1971 — Война Мёрфи / Murphy’s War
- 1972 — Краденый камень / The Hot Rock
- 1973 — Друзья Эдди Койла / The Friends of Eddie Coyle
- 1974 — Всё ради Пита / For Pete’s Sake
- 1976 — Маманя, Бюст и Живчик[англ.] / Mother, Jugs & Speed
- 1977 — Бездна / The Deep
- 1979 — Уходя в отрыв / Breaking Away
- 1981 — Свидетель / Eyewitness
- 1983 — Крулл / Krull
- 1983 — Костюмер / The Dresser
- 1985 — Элени[англ.] / Eleni
- 1987 — Подозреваемый / Suspect
- 1988 — Дом на Кэрролл-стрит / The House on Carroll Street
- 1989 — Невиновный / An Innocent Man
- 1992 — Год кометы / Year of the Comet
- 1995 — Соседи по комнате / Roommates
- 1995 — Побег из страны[англ.] / The Run of the Country
- 1997 — Новогодняя история[англ.] / Curtain Call
- 2000 — Последний рыцарь (ТВ)[англ.] / Don Quixote
- 2004 — Сепаратный мир (ТВ) / A Separate Peace